# Les Preses (kommun)
Les Preses är en kommun i Spanien.   Den ligger i provinsen Província de Girona och regionen Katalonien, i den östra delen av landet, 500 km öster om huvudstaden Madrid. Antalet invånare är 1 752. Arean är 9,4 kvadratkilometer. Les Preses gränsar till Olot, Santa Pau, Sant Feliu de Pallerols och La Vall d'en Bas. 
Terrängen i Les Preses är platt åt nordväst, men åt sydost är den kuperad.